# Folke Rabe
Folke Alvar Harald Reinhold Rabe (Stockholm, 28 oktober 1935 – aldaar, 25 september 2017) was een Zweeds componist, muziekpedagoog en trombonist.

## Levensloop
Rabe studeerde van 1957 tot 1964 aan de Kungliga Musikhögskolan te Stockholm bij onder anderen Valdemar Söderholm, Bo Wallner, Karl-Birger Blomdahl, Ingvar Lidholm, György Ligeti en Witold Lutosławski. Reizen door Europa, Noord-Amerika, Zuid-Amerika en Azië waren belangrijk voor zijn muzikale en culturele perspectieven. 
Naast het componeren was Rabe op brede basis bezig op het gebied van de muziek, als jazz-musicus, als muziekpedagoog en leraar, als een auteur van muzikale subjecten en als administrateur van het "Zweedse Instituut voor Nationale Concerten" (1968-1980). Van 1980 tot 2000 werkte hij voor de SR (Sverige Radio AB) in verschillende functies en het laatst als programma-manager. 
Later was hij freelance componist en presentator van muziekuitvoeringen. Daarnaast was Rabe geïnteresseerd in muziek-etnologie.
Folke Rabe overleed in 2017 op 81-jarige leeftijd.

## Composities

### Werken voor orkest
- 1966 Hep-Hep, voor orkest
- 1990 All the lonely people..., concert voor trombone en kamerorkest
- 1991 Naturen, Flocken o Släkten/Nature, Herd and Relatives, concert voor hoorn en strijkorkest
- 1995 Sardine Sarcophagus, concert voor trompet en strijkorkest
- 1998 Så att denna sång inte dör/So that this song will not die, voor orkest
- 2002 L'Assiuolo caprese, concert voor koperkwintet en orkest

### Werken voor harmonieorkest
- 1964 Henry IV, voor koperblazers-ensemble en slagwerk
- 1982 Altiplano, voor harmonieorkest

### Werken voor de radio
- 2004-2005 ISNOT, muziekdramatisch werk voor de radio - tekst: Björner Torsson

### Werken voor koren
- 1958 7 poems by Nils Ferlin, voor gemengd koor
- 1961 Pièce, voor sprekende koor (samen met: L O'Månsson)
- 1964 Rondes, voor gemengd koor (ook een versie voor mannenkoor)
- 1965 OD, voor mannenkoor
- 1970 Joe's Harp, voor gemengd koor
- 1980 Två Strofer/Two Stanzas, voor gemengd koor - tekst: Göran Sonnevi
- 1984 to love', voor gemengd koor - tekst: E.E. Cummings
- 2003 Hövisk pålslagarmadrigal för OD, 150 / Courteous piledrivers' madrigal for O.D., 150, voor mannenkoor

### Vocale muziek
- 1958 Havets hand 1 and 2, voor zangstem en piano - tekst: E. Diktonius
- 1959 Notturno, voor mezzosopraan, dwarsfluit, hobo en klarinet - tekst: E. Södergran
- 1964-1965 Två sånger till Rune Lindström på Svenska Flaggans Dag/Two Songs for Rune Lindström on the day of the Swedish Flag, voor zangstem en piano - tekst: van de componist
- 2005 SJU 7 - Lättjan/SEVEN 7 - The Laziness, voor tenor solo, gemengd koor, 3 slagwerkers en strijkkwartet - tekst: C J L Almqvist

### Kamermuziek
- 1957 Suite, voor twee klarinetten
- 1962 Bolos, voor vier trombones (samen met: Jan Bark)
- 1962 Impromptu, voor klarinet/basklarinet, trombone, cello, piano en slagwerk
- 1963 Souvenirs, voor spreker, hammondorgel en ritmische groep
- 1966 Polonaise, voor 4 trombones, lichteffecten en beweging (samen met: Jan Bark)
- 1988 Escalations, voor koperkwintet
- 1992 Tintomara, voor trompet en trombone
- 1996 Jawbone Five, voor trombone en 6 slagwerkers
- 2004 A Chaser, voor dwarsfluit, viool, cello en piano

### Werken voor orgel
- 2001 Sebastian

### Werken voor piano
- 1957-1960 7 Variations
- 1984 With love

### Filmmuziek
- 1963-1966 Mannen som övergav bilar/The man who abandoned cars, (samen met: Ken Dewey)
- 1971 På månen blåser ingen hambo/No Hambones on the Moon, met "The Culture Quartet"
- 1980 Pank/Broke (samen met: Olle Eriksson)

### Elektronische muziek
- 1965 ARGH!, elektroakoestische muziek
- 1967 Va?? Was?? What??, elektroakoestische muziek
- 1982 To the barbender, elektroakoestische muziek
- 1983 Narrskeppet/Ship of Fools, intermediale uitvoering
- 1985 Cyclone, elektroakoestische muziek
- 1986 Älskade lilla gris/Beloved little pig, voor spreker, elektroakoestische muziek, slide projecties - tekst: Ulf Nilsson
- 1987 Världsmuséet/World Museum, met het New Culture Quartet - indermediale uitvoering
- 1990 Narragonien/Narragonia, me The New Culture Quartet - indermediale uitvoering
- 2005 Swinee River, elektroakoestische muziek